# Dinastia ruríkida
La dinastia Rúrik, ruríkida o dels ruríkides (belarús: Ру́рыкавічы, romanitzat: Ryurykavichy; rus: Рю́риковичи, romanitzat: Ryúrikovichi, IPA: [ˈrjʉrʲɪkəvʲɪt͡ɕɪ]; ucraïnès: Рю́риковичі, romanitzat: Riurykovychi; literalment "fills/descendents de Rúrik") fou una dinastia fundada pel príncep dels varegs Rúrik, que es va establir a Nóvgorod cap a l'any 862 d.C. Els ruríkides, que el principi d'herència per agnat van ser la dinastia governant de la Rus de Kíev (després de la conquesta de Kíev per Oleg de Nóvgorod el 882) abans que es desintegrés definitivament a mitjan segle xiii, així com els successors dels principats de Rus i les repúbliques de Rus de Nóvgorod, Pskov, Vladímir-Súzdal, Riazan, Smolensk, Galítsia-Volínia (després del 1199), Txernígov i el Gran Ducat de Moscou (des del 1263).
La branca Romanovich de la dinastia governava la Rus central i occidental. Aquests territoris van ser unificats per Romà el Gran i el seu fill Daniel, que més tard va ser coronat rei de Galítsia- Volínia. Després de l'extinció de la dinastia, Polònia i Lituània van absorbir el regne i el títol del seu rei va passar finalment als sobirans de l'Imperi Austrohongarès. La sobirania continuada dels ruríkides des del segle ix fins al XIV representa part del procés històric d'Ucraïna. En la historiografia ucraïnesa, no es considera que la civilització de Rússia (de vegades anomenada Ucraïna-Rússia) acabés el 1240, sinó que simplement va canviar el centre lleugerament cap a l'oest.
Després de la desintegració de la Rus de Kíev, l'estat més poderós que va sorgir finalment va ser el Gran Ducat de Moscou, inicialment una part de Vladímir-Súzdal, que va establir les bases de la moderna nació russa, juntament amb la República de Nóvgorod. Ivan III va abandonar el control de l'Horda d'Or i va consolidar tota la Rus central i del nord, governant-la com a "Príncep de tota la Rus". Ivan IV va assumir el títol de "Tsar de tota Rússia" i va transformar l'estat en el Tsarat Rus. La dinastia Rúrik va governar fins al 1598, després del qual van ser succeïts pels Romànov després del Període Tumultuós.
Com a dinastia governant, la dinastia Rúrik es va mantenir en algunes parts de Rus durant un total de vint-i-una generacions en línia masculina, des de Rúrik (mort el 879) fins a Teodor I de Rússia (mort el 1598), un període de més de 700 anys. Són una de les cases reials més antigues d'Europa, amb nombroses branques cadets existents.

## Història
Rúrik es va establir a Nóvgorod cap a l'any 862i els seus germans van fundar el Principat de Nóvgorod i va dirigir ls Rus fins a la seva mort cap a l'any 879 o 882, llegant el seu regne al seu parent, el príncep Oleg, com a regent del seu fill petit, Igor. Segons la Crònica Primària, el 880–82, Oleg va dirigir una força militar cap al sud al llarg del riu Dnieper, capturant Smolensk i Liubech abans d'arribar a Kíev, on va deposar i va matar als varegs Askold i Dir establint el que els historiadors posteriors van anomenar Rus de Kíev, que va portar a l'exèrcit de la Rus a la guerra amb l'Imperi Romà d'Orient en 907
Ígor de Kíev va accedir al tron en 912 i va assetjar dos cops la ciutat de Constantinoble, el 941 i el 944. Tot i així, la destrucció del seu exèrcit pels estralls del foc grec va obligar el príncep a signar un tractat de pau amb l'emperador romà d'Orient Romà I Lecapè, el qual ha estat recollit a la dita Crònica Primària. D'altra banda, els russos de Kíev van saquejar en els anys 913 i 944 els petxenegs de la mar Càspia mitjançant diverses expedicions a la zona ordenades per Ígor.
Sviatoslav I de Kíev en 968 va atacar el Primer Imperi Búlgar, va conquerir la capital Preslav i va deixar una part del seu exèrcit però va haver de tornar a Kíev per aixecar el setge que els petxenegs havien establert. El país es va convertir en una gran potència de l'est del continent, i amb aquests impulsos va decidir traslladar, el 969, la capital de Kíev a Pereyaslavets, a la riba del Danubi, deixant al seu fill il·legítim Vladímir com a Príncep de Nóvgorod i al legítim Iaropolk com a Príncep de Kíev. En 971, l'emperador romà d'Orient Joan I Tsimiscés va intervenir en la contesa i va derrotar Sviatoslav durant el setge de Doròstolon. Després d'això, Borís II de Bulgària va ser solemnement destronat a Constantinoble i Bulgària oriental es va convertir en un protectorat de l'imperi. També va provocar la caiguda del País dels Khàzars i amb les campanyes va aconseguir sotmetre també als búlgars del Volga, als alans i a altres tribus eslaves orientals, gràcies a les seves aliances amb els magiars i els petxenegs. Sviatoslav va morir a mans dels petxenegs el 972.
El 977 va esclatar una guerra fratricida entre Iaropolk i el seu germà petit Oleg de Dereva, governant dels drevlians; Vladimir va fugir a l'estranger i va reunir un exèrcit de varegs per ajudar-lo a deposar Iaropolk, contra qui va marxar al seu retorn l'any següent. De camí a Kíev, va enviar ambaixadors a Rogvolod, el príncep de Polotsk, per demanar la mà de la seva filla Rogneda, que estava promesa amb Iaropolk i es va negar a prometre's amb el fill d'una esclava, així que Vladimir va atacar Polotsk, va segrestar Rogneda i va matar els seus pares. Polotsk era una fortalesa clau en el camí cap a Kíev, i capturar-la juntament amb Smolensk va facilitar la presa de Kíev el 978, on va matar Iaropolk a traïció i va ser proclamat knyaz de tota la Rus de Kíev.
El cristianisme, segons la litúrgia de l'Església Ortodoxa, va ser adoptat de forma oficial l'any 988 pel príncep Vladímir I de Kíev. Des d'aquell moment, la gran majoria dels governants van professar aquesta religió, amb poques excepcions.

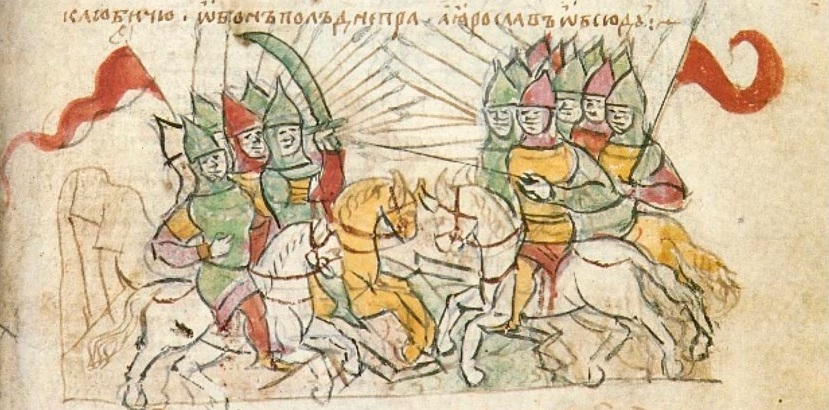
La batalla de Liubech de 1016

A la mort de Vladimir en 1015 Iaroslau va encapçalar una complicada i sagnant guerra contra el seu mig germà Sviatopolk, qui va rebre el suport del seu sogre, Boleslau I de Polònia Iaroslau va derrotar Sviatopolk en la batalla de Liubech de 1016, i aquest va fugir a Polònia. En poc temps però, tornà amb tropes poloneses subministrades per Boleslau, i després de la batalla del riu Buh prengué Kíev i va empènyer a Iaroslau a Nóvgorod. Finalment, el 1019, Iaroslau va tornar a prendre la iniciativa i va vèncer a Sviatopolk en la batalla del riu Alta, tot establint el seu domini sobre Kíev.
El Rus de Kíev va patir un cisma important després de la mort de Iaroslau I de Kíev el 1054, dividint-se en tres branques sobre la base de la descendència de tres grans prínceps governants successius: Iziaslav I de Kíev (1024-1073), Sviatoslav II de Kíev (1073-1076) i Vsèvolod de Kíev (1078 a 1093). A més, una línia de prínceps Polotsk es va assimilar amb els prínceps de Lituània. Al segle x, el Consell de Liubech va fer algunes esmenes a una regla de successió i va dividir Rutènia en diversos principats autònoms que tenien els mateixos drets per obtenir el tron de Kíev. La decadència de la Rus de Kíev va començar cap a finals del segle xi, arran del Concili de Liubech de 1097. Des d'aquell moment, el territori de l'actual Ucraïna va quedar dividit en diferents principats, que van mantenir en comú, però, l'autoritat del Gran Príncep de la Rus de Kíev introduint de forma clara el feudalisme a la Rus de Kíev.
La següent llista inclou tota la saga de la dinastia ruríkida que varen derivar en el posterior Imperi Rus, i l'actual territori de Rússia: Nóvgorod, Kíev, Vladímir-Súzdal i Moscou. Descendeixen tots òbviament de Rúrik.

## Prínceps de Nóvgorod
- Rúrik (860-879)

## Grans Ducs de Kíev
- Oleg de Kíev (879-912)
- Ígor de Kíev (912-945)
- Olga de Kíev (regent) (945-962)
- Sviatoslav I de Kíev (962-972)
- Iaropolk I de Kíev (972-980)
- Vladímir I de Kíev (980-1015)
- Sviatopolk I de Kíev (1015-1016)
- Iaroslau I de Kíev (1016-1017)
- Sviatopolk I de Kíev (1017-1019)
- Iaroslau I de Kíev (1019-1054)
- Iziaslav I de Kíev (1054-1068),
- Vseslav I de Kíev (1068-1069)
- Iziaslav I de Kíev (2a vegada) (1069-1073),
- Sviatoslav II de Kíev (1073-1076)
- Vsèvolod I de Kíev (1076-1077)
- Iziaslav I de Kíev (3a vegada) (1077-1078)
- Vsèvolod I de Kíev (2a vegada) (1078-1093)
- Sviatopolk II de Kíev (1093-1113)
- Vladímir II Monòmac (1113-1125)
- Mstislav I de Kíev (1125-1132)
- Iaropolk II de Kíev (1132-1139)
- Viatxeslav I de Kíev (1139)
- Vsèvolod II de Kíev (1139-1146)
- Ígor II de Kíev (1146)
- Iziaslav II de Kíev (1146-1149)
- Iuri I Dolgoruki de Kíev (1149-1150)
- Iziaslav II de Kíev (2a vegada) (1150)
- Viatxeslav I de Kíev (2a vegada) (1150)
- Iuri I Dolgoruki de Kíev (2a vegada) (1150-1151)
- Viatxeslav I de Kíev (2a vegada) (1151-1154)
- Rostislav I de Kiev (1154-1155)
- Iziaslav III de Kíev (1155
- Iuri I Dolgoruki de Kíev (3a vegada) (1155-1157)
- Iziaslav III de Kíev (1157)
- Mstislav II (1157-1158)
- Rostislav I de Kíev (2a vegada) (1158-1161)
- Iziaslav III de Kíev (2a vegada) (1161)
- Rostislav I de Kíev (3a vegada) (1161-1167)
- Mstislav II de Kíev (2a vegada) (1167-1169)
- Gleb I de Kíev (1169)
- Andrei I de Kíev (1169-1170)
- Gleb I de Kíev (2a vegada) (1170-1171)
- Vladímir III de Kíev (1171)
- Miquel I de Kíev (1171)
- Roman I de Kíev (1171-1172
- Rúrik II de Kíev (1172
- Roman I de Kíev (2a vegada) (1172-1173)
- Vsèvolod III de Kíev (1173)
- Rúrik II de Kíev (2a vegada)(1173–1211, amb intervals)
- Sviatoslav III de Kíev (1173-1174), 1176–1180, 1181–1194)
- Iaroslau II de Kíev, (1174-1175, 1180)
- Roman I de Kíev (3a vegada) (1175-1177)
- Sviatoslav III de Kíev (2a vegada)
- Rúrik II de Kíev (3a vegada) (1180-1181)
- Sviatoslav III de Kíev (3a vegada) (1181-1194)
- Rúrik II de Kíev (4a vegada) (1194-1202
- Ingvar I de Kíev (1202)
- Rúrik II de Kíev (5a vegada) (1202-1204)
- Rostislav II de Kíev (1204-1206)
- Rúrik II de Kíev (6a vegada) (1206)
- Vsèvolod IV de Kíev (1206-1207
- Rúrik II de Kíev (7a vegada) (1207-1211)
- Vsèvolod IV de Kíev (2a vegada) (1211-1212)
- Ingvar I de Kíev (2a vegada) (1214)
- Mstislav III de Kíev (1214-1223)
- Vladímir III de Kíev (1223-1235)
- Iziaslav IV de Kíev (1235-1236)
- Iaroslau III de Kíev (1236-1238)
- Miquel II de Kíev (1238-1239)
- Rostislav III de Kíev (1239)
- Danïil I de Kíev (1239-1240)

## Prínceps de Galítsia-Volínia
- Roman Mstislàvitx (1199-1205)
- Daniel de Galítsia (1238-1264)
- Lev I de Galítsia (1264-1301)
- Iuri I de Galítsia (1301-1308)
- Andriy de Galítsia
Lev II de Galítsia (1308-1323)

## Grans Prínceps de Vladímir-Súzdal
- 1168 - 1174 Andreu Bogoliubski, primer gran príncep de Vladimir, fill de Iuri Dolgoruki
- 1174 - 1176 Miquel de Vladímir, fill de Iuri Dolgoruki
- 1176 - 1212 Vsèvolod III de Vladímir el Gran Niu, fill de Iuri Dolgoruki
- 1212 - 1216 Iuri II, tercer fill de Vsèvolod el Gran Niu
- 1216 - 1218 Constantí I, fill gran de Vsèvolod el Gran Niu
- 1218 - 1238 Iuri II, restaurat
- 1238 - 1246 Iaroslau II, quart fill de Vsèvolod el Gran Niu
- 1246 - 1249 Sviatoslav III, sisè fill de Vsèvolod el Gran Niu
- 1249 - 1252 Andreu II, tercer fill de Iaroslau II
- 1252 - 1263 Alexandre Nevski, quart fill de Iaroslau II
- 1264 - 1271 Iaroslau III, fill de Iaroslau II
- 1272 - 1277 Basili de Kostromà, fill menor de Iaroslau II
- 1277 - 1294 Demetri de Pereslavl, segon fill d'Alexandre Nevski
- 1294 - 1304 Andreu de Gorodets, fill d'Alexandre Nevski
- 1304 - 1318 Miguel de Tver, segon fill de Iaroslau III
- 1318 - 1322 Iuri de Moscou
- 1322 - 1326 Demetri de Tver
- 1326 - 1327 Alexandre de Tver
- 1328 - 1341 Ivan I de Moscou (Iván Kalita)
- 1341 - 1353 Simeó de Moscou (Simeó l'Orgullós)
- 1353 - 1359 Ivan II de Moscou (Ivan el Bo)
- 1359 - 1362 Demetri de Suzdal

## Prínceps i Grans Prínceps de Moscou
- Daniïl I de Moscou (1283-1303) (des de 1261, però en no tenir la majoria d'edat, el seu germà Dmitri farà de regent fins al 1283)
- Iuri I de Moscou (1303-1325)
- Ivan I Kalita (1325-1341)
- Semion I de Moscou (1341-1353)
- Ivan II de Moscou (1353-1359)
- Dmitri I Donskoi (1359-1389)
- Vassili I de Moscou (1389-1425)
- Vassili II de Moscou (1425-1433)
- Iuri II de Zvenigorod (1433)
- Vassili II de Moscou (2a vegada) (1433-1434)
- Iuri II de Zvenigorod (2a vegada) (1434)
- Vassili el Guerxo (1434)
- Vassili II de Moscou (3a vegada) (1434-1446)
- Dmitri V Xemiaka de Galítsia (1446-1447)
- Vassili II de Moscou (4a vegada) (1447-1462)
- Ivan III el Gran (1462-1505)
- Vassili III de Moscou (1505-1533)
- Ivan IV el Terrible (1533-1547)

## Tsars russos
- Ivan IV el Terrible (1547-1584)
- Teodor I de Rússia (1584-1598)